# Пружаоци услуга ваздушне навигације
Пружаоци услуга ваздушне навигације (енгл. Аir navigation service provider (ANSP)) су јавни или приватни правни субјект који пружају услуге ваздушне навигације ваздухопловима у ваздуху како би безбедно летели са једног одредишта на друго. Они управљају ваздушним саобраћајем на одређеном простору у име неке компаније, региона или земље.

## Списак пружаоца услуга
Пружаоци услуга ваздушне навигације су или владина одељења, државна предузећа или приватизоване организације.
Већина светских пружалаца услуга у области ваздушне навигације су чланови Организације за цивилну ваздушну навигацију са седиштем на аеродрому Шипхол у Амстердаму.

## Намена и задаци
У зависности од конкретног мандата, ANSP пружа корисницима нјихових услуга једну или више следећих услуга:
- Управљање ваздушним саобраћајем (АТМ)
- Система за комуникацију, навигацију и надзор (ЦНС)
- Метеоролошке служба за ваздушну навигацију (МЕТ)
- Службе трагање и спашавање (САР)
- Ваздухопловних информација / управљање ваздухопловним информацијама (АИС / АИМ).

Ове услуге се пружају ваздушном саобраћају у свим фазама операција (прилаз, аеродром и рута).

## Пружаоци услуга ваздушне навигације и пружаоци услуга у ваздушном саобраћају
- Азербејџан – AzərAeroNaviqasiya
- Албанија – Agjencia Nacionale e Trafikut Ajror
- Алжир – Etablissement National de la Navigation Aérienne (ENNA)
- Јерменија – Armenian Air Traffic Services (ARMATS)
- Аустралија – Airservices Australia (State Owned Corporation) and Royal Australian Air Force
- Аустрија – Austro Control
- Бангладеш - Civil Aviation Authority, Bangladesh
- Белорусија – Republican Unitary Enterprise "Белаэронавигация (Belarusian Air Navigation)"
- Белгија – Belgocontrol
- Бразил – Departamento de Controle do Espaço Aéreo (ATC/ATM Authority) and ANAC – Agência Nacional de Aviação Civil (Civil Aviation Authority)
- Бугарска – Air Traffic Services Authority
- Камбоџа– Cambodia Air Traffic Services (CATS)
- Канада – Nav Canada – formerly provided by Transport Canada and Canadian Forces
- Кајманска Острва – CIAA Cayman Islands Airports Authority
- Централна Америка – Corporación Centroamericana de Servicios de Navegación Aérea
  - Гватемала – Dirección General de Aeronáutica Civil (DGAC)
  - Ел Салвадор
  - Хондурас
  - Никарагва – Empresa Administradora Aeropuertos Internacionales (EAAI)
  - Костарика – Dirección General de Aviación Civil
  - Белизе
- Чиле – Dirección General de Aeronáutica Civil (DGAC)
- Колумбија – Aeronáutica Civil Colombiana (UAEAC)
- Хрватска – Hrvatska kontrola zračne plovidbe (Croatia Control Ltd.)
- Куба – Instituto de Aeronáutica Civil de Cuba (IACC)
- Чешка – Řízení letového provozu ČR
- Кипар- Department of Civil Aviation
- Данска – Naviair (Danish ATC)
- Доминиканска Република – Instituto Dominicano de Aviación Civil (IDAC) "Dominican Institute of Civil Aviation"
- Кариби – Eastern Caribbean Civil Aviation Authority (ECCAA)
  - Ангвила
  - Антигва и Барбуда
  - Британска Девичанска Острва
  - Доминика
  - Гренада
  - Сент Китс и Невис
  - Света Луција
  - Сент Винсент и Гренадини
- Еквадор– Dirección General de Aviación Civil (DGAC) "General Direction of Civil Aviation" Government Body
- Естонија – Estonian Air Navigation Services
- Европа – Eurocontrol (European Organisation for the Safety of Air Navigation).[2]
- Финска – Finavia
- Француска – Direction Générale de l'Aviation Civile (DGAC) : Direction des Services de la Navigation Aérienne (DSNA) (Government body)
- Грузија – SAKAERONAVIGATSIA, Ltd. (Georgian Air Navigation)
- Немачка – Deutsche Flugsicherung (German ATC – State-owned company)
- Грчка– Hellenic Civil Aviation Authority (HCAA)
- Хонгконг – Civil Aviation Department (CAD)
- Мађарска – HungaroControl Magyar Légiforgalmi Szolgálat Zrt. (HungaroControl Hungarian Air Navigation Services Pte. Ltd. Co.)
- Исланд– ISAVIA
- Индонезија – AirNav Indonesia
- Иран - Iran Civil Aviation Organization (ICAO)
- Ирска – Irish Aviation Authority (IAA)
- Индија– Airports Authority of India (AAI) (under Ministry of Civil Aviation, Government of India and Indian Air Force)
- Ирак – Iraqi Air Navigation – ICAA
- Израел – Israeli Airports Authority (IIA)
- Италија – ENAV SpA (State-owned company) and Italian Air Force
- Јамајка – JCAA (Jamaica Civil Aviation Authority)
- Јапан – JCAB (Japan Civil Aviation Bureau)
- Кенија – KCAA (Kenya Civil Aviation Authority)
- Латвија – LGS (Latvian ATC)
- Литванија – ANS (Lithuanian ATC)
- Луксембург – Administration de la navigation aérienne (ANA – government administration)
- Северна Македонија – DGCA (Macedonian ATC)
- Малезија – Department of Civil Aviation Malaysia (DCA)
- Малта – Malta Air Traffic Services Ltd
- Мексико – Servicios a la Navegación en el Espacio Aéreo Mexicano
- Мароко- Office National Des Aeroports (ONDA)
- Непал – Civil Aviation Authority of Nepal
- Холандија – Luchtverkeersleiding Nederland (LVNL) (Dutch ATC) Eurocontrol (European area control ATC)
- Нови Зеланд – Airways New Zealand (State Owned Enterprise)
- Норвешка – Avinor (State-owned private company)
- Оман – Directorate General of Meteorology & Air Navigation (Government of Oman)
- Пакистан – Civil Aviation Authority (under Government of Pakistan)
- Перу – Centro de Instrucción de Aviación Civil CIAC Civil Aviation Training Center
- Филипини – Civil Aviation Authority of the Philippines (CAAP) (under the Philippine Government)
- Пољска – Polish Air Navigation Services Agency (PANSA)
- Португалија – NAV (Portuguese ATC)
- Порторико – Administracion Federal de Aviacion
- Румунија – Romanian Air Traffic Services Administration (ROMATSA)
- Русија– Federal State Unitary Enterprise "State ATM Corporation"
- Саудијска Арабија – Saudi Air Navigation Services (SANS)
- Сејшели – Seychelles Civil Aviation Authority (SCAA)
- Сингапур – Civil Aviation Authority of Singapore (CAAS)
- Србија – Serbia and Montenegro Air Traffic Services Agency Ltd. (SMATSA)
- Словачка – Letové prevádzkové služby Slovenskej republiky
- Словенија– Slovenia Control
- Јужноафричка Република – Air Traffic and Navigation Services (ATNS)
- Јужна Кореја – Korea Office of Civil Aviation
- Шпанија – AENA now AENA S.A. (Spanish Airports) and ENAIRE (ATC & ATSP)[3]
- Шри Ланка– Airport & Aviation Services (Sri Lanka) Limited (Government owned company)
- Шведска – LFV (Government Body)
- Швајцарска – Skyguide
- Тајван – ANWS (Civil Aeronautical Administration)
- Тајланд – AEROTHAI (Aeronautical Radio of Thailand)
- Тринидад и Тобаго – Trinidad and Tobago Civil Aviation Authority (TTCAA)
- Турска – General Directorate of State Airports Authority (DHMI)
- Уједињени Арапски Емирати – General Civil Aviation Authority (GCAA)
- Велика Британија – National Air Traffic Services (NATS) (49% State Owned Public-Private Partnership)
- САД – Federal Aviation Administration (FAA) (Government Body)
- Украјина – Ukrainian State Air Traffic Service Enterprise (UkSATSE)
- Венецуела – Instituto Nacional de Aeronautica Civil (INAC)